# 鈴茂器工
鈴茂器工株式会社（すずもきこう、英: Suzumo Machinery Co.,LTD）は、米飯加工機械などの食品加工機械を製造する企業。この分野では有力メーカーとして知られる。

## 概要
1955年、鈴木喜作によって創業。和菓子・洋菓子の製造機器メーカーとしてスタートし、最中あん充填機などを開発。1981年、寿司のシャリを機械で握る寿司ロボットを世界で初めて開発。その後、包装寿司ロボット、のり巻きロボット、いなり寿司ロボット、おむすび成型機、ご飯の盛り付け機などの開発を行い、現在に至る。
回転寿司、テイクアウト、宅配、スーパー、コンビニ、レストラン、ホテル・旅館などにも広く機械が導入されている。

## 主な製品
- 寿司ロボット
- おむすびロボット
- のり巻きロボット
- ご飯盛り付けロボット
- 他、国内・海外に向けた米飯加工ロボット多種
- オリジナル関連資材品

## 沿革
- 1961年 - 鈴茂商事株式会社設立。
- 1966年 - 鈴茂機械工業株式会社に商号変更。
- 1981年 - ST-77型寿司ロボット一号機開発。
- 1986年 - 現社名に商号変更。
- 2003年 - ジャスダックに上場。
- 2006年 - 米国現地法人 Suzumo International Corporation 設立。
- 2007年 - 株式会社セハージャパンを子会社化。
- 2011年 - 北海道鈴茂販売株式会社を子会社化。
- 2014年 - 物流センター竣工。
- 2015年 - シンガポール合弁会社 Suzumo Singapore Corporation Pte. Ltd. 設立。
- 2016年 - 米国現地法人 Suzumo International Corporation 東部事務所開設。

## 事業所
- 本社 - 東京都中野区中野4-10-1　中野セントラルパークイースト6階
- 東京事業所 - 東京都練馬区豊玉北2-23-2
- 東京工場 - 埼玉県比企郡川島町戸守荒神495-1
- 営業所 - 仙台、名古屋、大阪、広島、九州
- 出張所 - 盛岡、浜松、北陸、岡山、熊本